# Bogdan Petriceicu Hasdeu
Bogdan Petriceicu Hasdeu, né Tadeu Hasdeu le 14 février 1838 (26 février dans le calendrier grégorien), dans le hameau de Cristinești, à côté de la citadelle de Hotin (aujourd'hui Khotyn en Ukraine) et mort le 12 août 1907 (25 août dans le calendrier grégorien) à Câmpina (Roumanie), est un écrivain, grammairien, philologue, historien, journaliste, folkloriste et académicien roumanophone.

## Biographie
Bogdan Petriceicu Hasdeu naquit à Cristinești en Bessarabie, alors dans l'Empire russe. Il a étudié à l'université de Kharkov. Il se lance ensuite dans l'autonomisme moldave (ou le nationalisme roumain, question de point de vue) et à ce titre, il est accusé de « sédition » et recherché par l'Okhrana, la police politique des Tzars. En 1856, le sud de la Bessarabie rejoint la Moldavie : Hasdeu s'y réfugie. Les autorités russes exigent son extradition, mais les autorités moldaves refusent.
En 1858, il s'installe dans la ville de Iași, capitale de la Moldavie.
En 1862, il fonde la revue Moldavie. Entre-temps, l'Union entre la Moldavie et la Valachie crée le Royaume de Roumanie.
Entre le 17 mai 1876 et le 1er avril 1900, il fut le directeur des Archives de l'État roumain à Bucarest. En tant que tel, il contribua à la publication de documents dans les Archives historiques.
En 1877, il est élu membre de l'Académie roumaine en raison de ses œuvres et en reconnaissance pour son esprit encyclopédiste.
En 1878, il devient professeur de philologie comparée à l'université de Bucarest. Il étudia la linguistique comparée de la langue roumaine avec ses origines latines et ses apports venant du slave. Il élabora une « théorie sur la circulation des mots ».
Après la mort de sa fille unique, Iulia Hasdeu, en 1888, il est devenu mystique, pieux et pratiquant le spiritisme. Il fait construire le château Iulia Hasdeu de Câmpina en mémoire de sa fille. Bogdan Petriceicu Hasdeu est décédé le 25 août 1907 à Câmpina, laissant derrière lui une œuvre vaste et durable. Son corps repose au cimetière Bellu de Bucarest. Son buste s'élève dans le Parc Cișmigiu à Bucarest.

## Œuvres

### Œuvres scientifiques
- Arhiva historică a României (1865-1867) (Archives historiques roumaines)
- Columna lui Traian, 1870 (Colonne de Trajan)
- Cuvente den Batrâni (2 volumes, 1878-1881)
- Istoria etnică a Românilor (1875)
- Psaltirea lui Coresi (1881)
- Etymologicum Magnum Romaniae (ro) (1886), (début d'un dictionnaire de langue roumaine ne dépassant pas la lettre A)

### Autres œuvres
- Răsvan și Vidra, pièce de théâtre en vers, sur le voïvode moldavo-gitane Ștefan Răzvan (Ștefan VIII)
- Domnița Ruxandra
- Sic Cogito (1891-92), travaux théoriques sur le spiritisme et la philosophie, postface et établissement de l'édition, direction de la collection Hermes par Mihai Neagu Basarab, Bucarest, 1990, Evenimentul,  (ISBN 973-553-002-3).